# Maluns
Les maluns sont un plat traditionnel des Grisons, essentiellement constitué de pommes de terre. 

## Recette
Les maluns sont préparés à partir de pommes de terre cuites en robe des champs (généralement la veille), pelées et râpées, puis mélangées à un peu de farine en proportion variant selon la recette. Le mélange obtenu est ensuite rôti lentement dans du beurre et remué constamment jusqu'à ce qu'il forme des petites boulettes ou miettes dorées. Le plat est généralement servi avec une compote de pommes, ou d'autres fruits selon la saison, ainsi que divers fromages régionaux et, éventuellement, des salaisons, comme le Salsiz (saucisse sèche) ou la viande des Grisons. Ils sont aussi traditionnellement accompagnés de café au lait.
Bien qu'en apparence aisée, la préparation des maluns demande de la patience, en particulier la partie finale qui peut demander plus de 40 minutes de présence constante selon la qualité des pommes de terre. L'écrivain et journaliste Hanns U. Christen recommande, dans son livre Das Kochbuch aus der Schweiz, de cuisiner au moins deux fois des maluns avant d'en proposer à des invités. Les maluns sont généralement servis en tant que plat principal car ils fournissent un repas riche même sans l'ajout de viande.

## Histoire
La pomme de terre (ainsi que le maïs) a été introduite dans les terres grisonnes par Johann Gubert Rudolf von Salis au XVIIIe siècle, au château de Marschlins, situé près de Landquart. 
Les premières pommes de terre furent plantées en tant que plantes ornementales à Marschlins en 1717. C'est seulement en 1758 que des pommes de terre y auraient été servies pour la première fois lors d'un dîner au château, mais avec un succès très mitigé. Cependant, un peu plus d'une décennie plus tard, une famine favorisa sa consommation, si bien que dès la fin du siècle, la pomme de terre était cultivée dans toutes les régions propices des Grisons,. À cette époque, l'habitude de cuisiner les maluns se répandit parmi les paysans du canton, au point que certains d'entre eux se virent attribuer le sobriquet de « Magliamaluns » ou « Malauner », ce qui signifie « mangeurs de maluns »,.
Le mot romanche « maluns » vient du latin micula/miculones : « petites miettes ». Les maluns sont également connus sous le nom de Bündner Kartoffelribel en allemand.